# Hans Schreiber (Biophysiker)
Hans Schreiber (* 9. Juni 1902; † 3. April 1968) war ein deutscher Biophysiker und Hochschullehrer.

## Leben
Hans Schreiber wurde 1929 bei Richard Glocker an der TH Stuttgart über ein Thema der Röntgenfluoreszenzanalyse promoviert. Er habilitierte sich 1955 am Institut für Strahlenforschung der Humboldt-Universität Berlin bei Walter Friedrich.
Schreiber baute das im Zweiten Weltkrieg zerstörte Berliner Institut für Strahlenforschung wieder auf. Auf Hiddensee richtete er eine biophysikalische Forschungsanstalt ein und war dort von 1951 bis 1953 tätig.
Er folgte 1955 einem Ruf auf den Lehrstuhl für Biophysik an der Ost-Berliner Humboldt-Universität. Im Jahr des Mauerbaus verließ er Ost-Berlin und wechselte 1964 an die Universität Kiel als ordentlicher Professor für Biophysik.
Schreiber forschte insbesondere über die Messung und biologische Wirkung von Strahlung.

## Ehrungen
- 1951: Ehrenmitgliedschaft im Comité International de Photobiologie

## Publikationen
Schreiber verfasste über 110 wissenschaftliche Veröffentlichungen, darunter beispielsweise:
- Die Wellenlängenabhängigkeit der Ultraviolettwirkung auf Gewebekulturen („Reinkulturen“). Protoplasma 21 (1934), S. 34–61
- Der photobiologische Wirkungsmechanismus der Röntgenstrahlen. Naturwissenschaften 22 (1934), S. 536–540
- Unterlagen zur Neutronenbiologie des menschlichen Körpers. Schattauer, Stuttgart 1965